# Allan W. Eckert
Allan Wesley Eckert (Buffalo, 30 de janeiro de 1931 - Corona, 7 de julho de 2011) foi um historiador, romancista histórico, e naturalista norte-americano.
A obra de Eckert indicada ao Prêmio Pulitzer, o livro A Time of Terror: The Great Dayton Flood, foi adaptada para o palco sob o título 1913: The Great Dayton Flood por W. Stuart McDowell e Timothy Nevits em 1996 e realizada na Wright State University, com narração gravada por Martin Sheen, Ossie Davis e Ruby Dee. A produção ganhou uma série de prêmios da American College Theatre Festival.